# Podzemnice

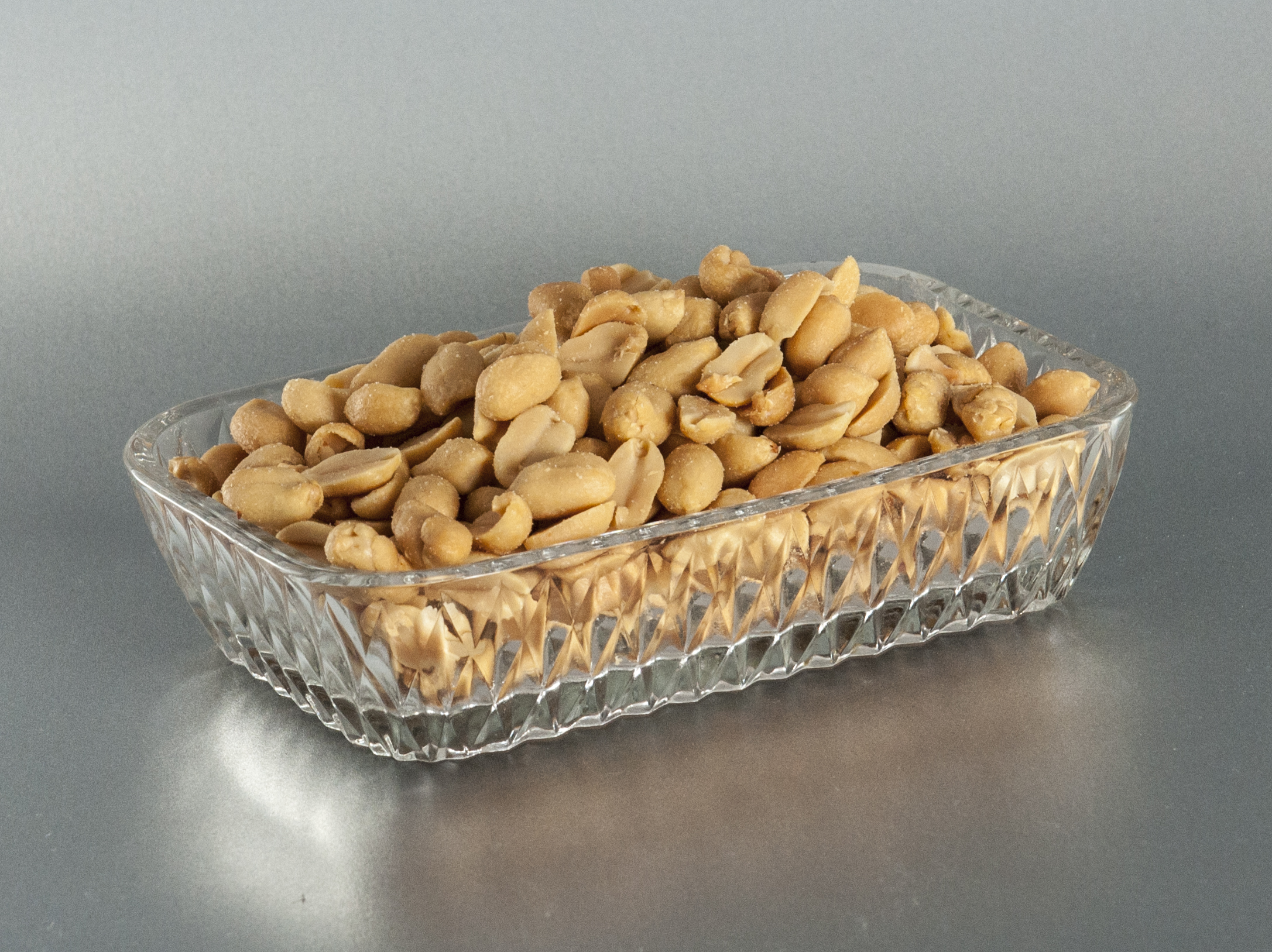

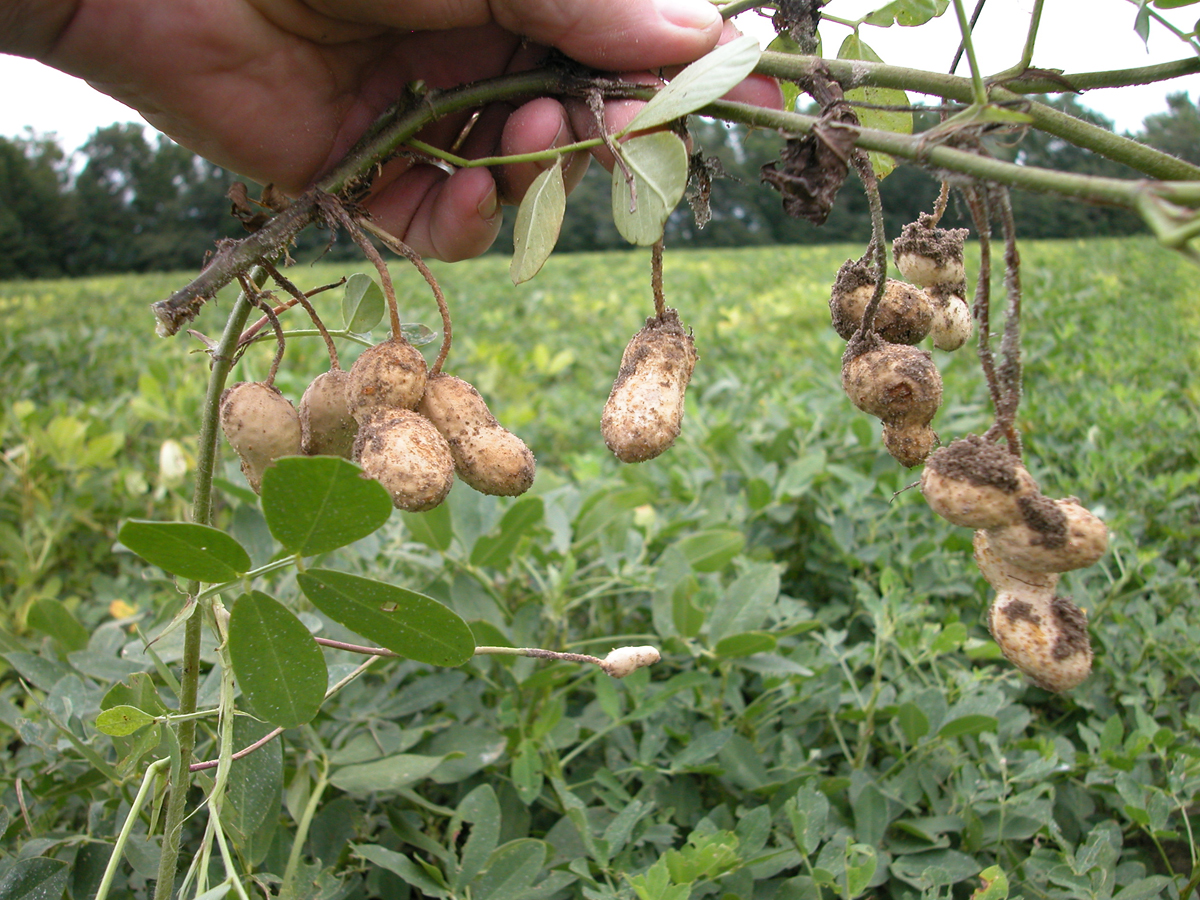
Podzemnice olejná (Arachis hypogaea)

Podzemnice (Arachis) je rod rostlin z čeledi bobovité. Jsou to jednoleté byliny se žlutými květy, pocházející z tropické Ameriky. Je známo asi 22 druhů podzemnic. V teplých písčitých oblastech celého světa se pěstuje podzemnice olejná, poskytující známé burské oříšky.

## Popis
Podzemnice jsou jednoleté byliny se sudozpeřenými listy složenými nejčastěji ze 2 párů vstřícných, téměř přisedlých lístků. Palisty jsou velké, částečně přirostlé k řapíku. Květy jsou žluté, žlutobílé nebo oranžové, někdy červeně žíhané, jednotlivé úžlabní nebo v chudých úžlabních svazečcích či hroznech, s dlouhým hypanthiem. Kalich je pětičetný, s tenkou kališní trubkou která se za plodu prodlužuje a připomíná květní stopku. Horní 4 zuby kalicha jsou srostlé, spodní zub je volný. Pavéza je téměř okrouhlá, krátce nehetnatá, křídla jsou podlouhlá a ouškatá, člunek je zahnutý a na konci slabě zobanitý. Tyčinek je 10 nebo 9 a jsou jednobratré. Semeník je téměř přisedlý, nese nitkovitou čnělku zakončenou vrcholovou bliznou a obsahuje 2 až 7 vajíček. Báze semeníku (gynofor) se za plodu prodlužuje, ohýbá a zanořuje plody pod povrch země. Plody jsou podlouhlé, tlustostěnné, na povrchu síťnaté, nepukavé a obsahují 1 až 6 semen.

## Rozšíření
Rod podzemnice zahrnuje asi 22 druhů, které jsou přirozeně rozšířeny v tropické Americe od Amazonie přes Brazílii, Bolívii, Paraguay, Uruguay po severní Argentinu. Podzemnice olejná (Arachis hypogaea) je pěstována v teplých písčitých oblastech tropů a subtropů celého světa.

## Ekologické interakce
Květy podzemnice olejné jsou samosprašné, po opylení se báze semeníku prodlužuje a zanořuje se pod povrch půdy, kde plody dozrávají.

## Význam
Podzemnice olejná (Arachis hypogaea) poskytuje známé burské oříšky. Burské oříšky se konzumují pražené, mimo to je z nich získáván kvalitní olej, kterého obsahují asi 50 až 55%. Podzemnice olejná byla pěstována indiány v oblasti Brazílie a Peru již asi 1000 let před naším letopočtem. Pochází pravděpodobně z oblasti Mato Grosso. V současnosti je pěstována v teplých písčitých oblastech celého světa.
Mimo potravy je podzemnice olejná využívána i jako zelené hnojivo a krmivo, v kosmetice a výrobě mýdla a dokonce i při výrobě papíru.
Některé další druhy podzemnice mají význam jako krmivo. Arachis glabrata se pěstuje spolu s trávami na jihoamerických pastvinách. Přirozeně zde rostou také druhy A. marginata a A. villosa a rovněž zvyšují hodnotu píce.